# Příhradový most v Manětíně
Most v Manětíně, určený původně pro silniční dopravu, překonává Manětínský potok na východním okraji města Manětín v okrese Plzeň-sever. Most je společně se souborem jednačtyřiceti pískovcových patníků a spolu s mostkem přes náhon k Vuršovu mlýnu chráněn jako kulturní památka.

## Historie
Původní most z roku 1835 byl dřevěný na dvou pilířích a třech dubových kozách.
Nový příhradový železný most vyprojektoval Karel Třebický. Ocelovou konstrukci vyrobila v roce 1885 Pražská akciová strojírna. Stavba, kterou provedl ing. Alois Hájek z Písku, byla zahájena 8. června 1885 a dokončena 30. září 1885. Most až do roku 1930, kdy byl pro dnešní silnici II/201 v blízkosti postaven železobetonový most, sloužil silniční dopravě.

## Popis

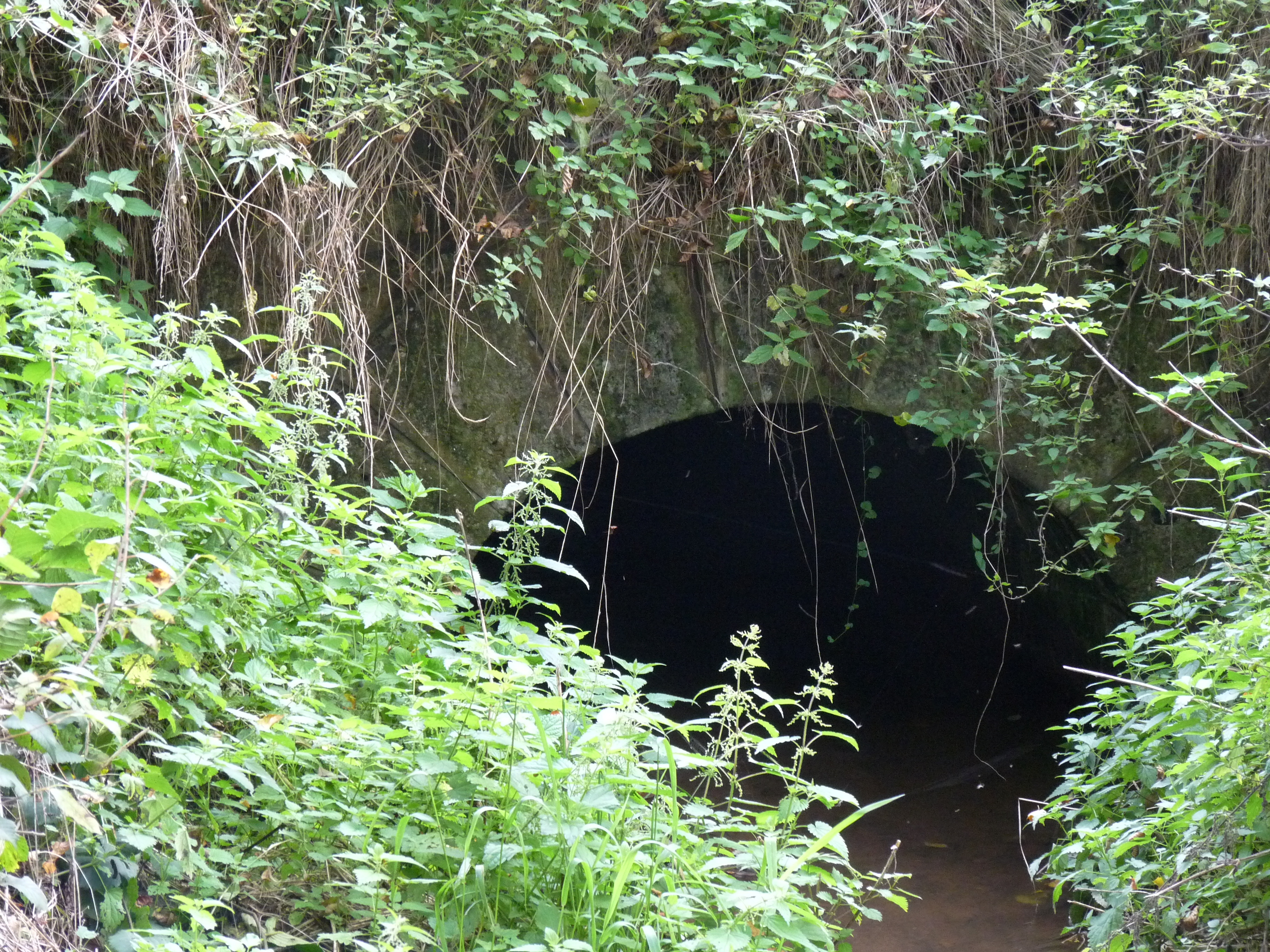
Mostek přes náhon k Vuršovu mlýnu

Most o jednom poli s rozpětím 28 m je přímý, tvořen ocelovými příhradovými nosníky se střední mostovkou. Hlavní nosný příhradový nosník má délku 28,40 m a výšku 2,4 m. Mostovka je provedena z dřevěných fošen. Most je usazen na kamenných opěrách, které mají líce provedené z pískovcových kvádrů.

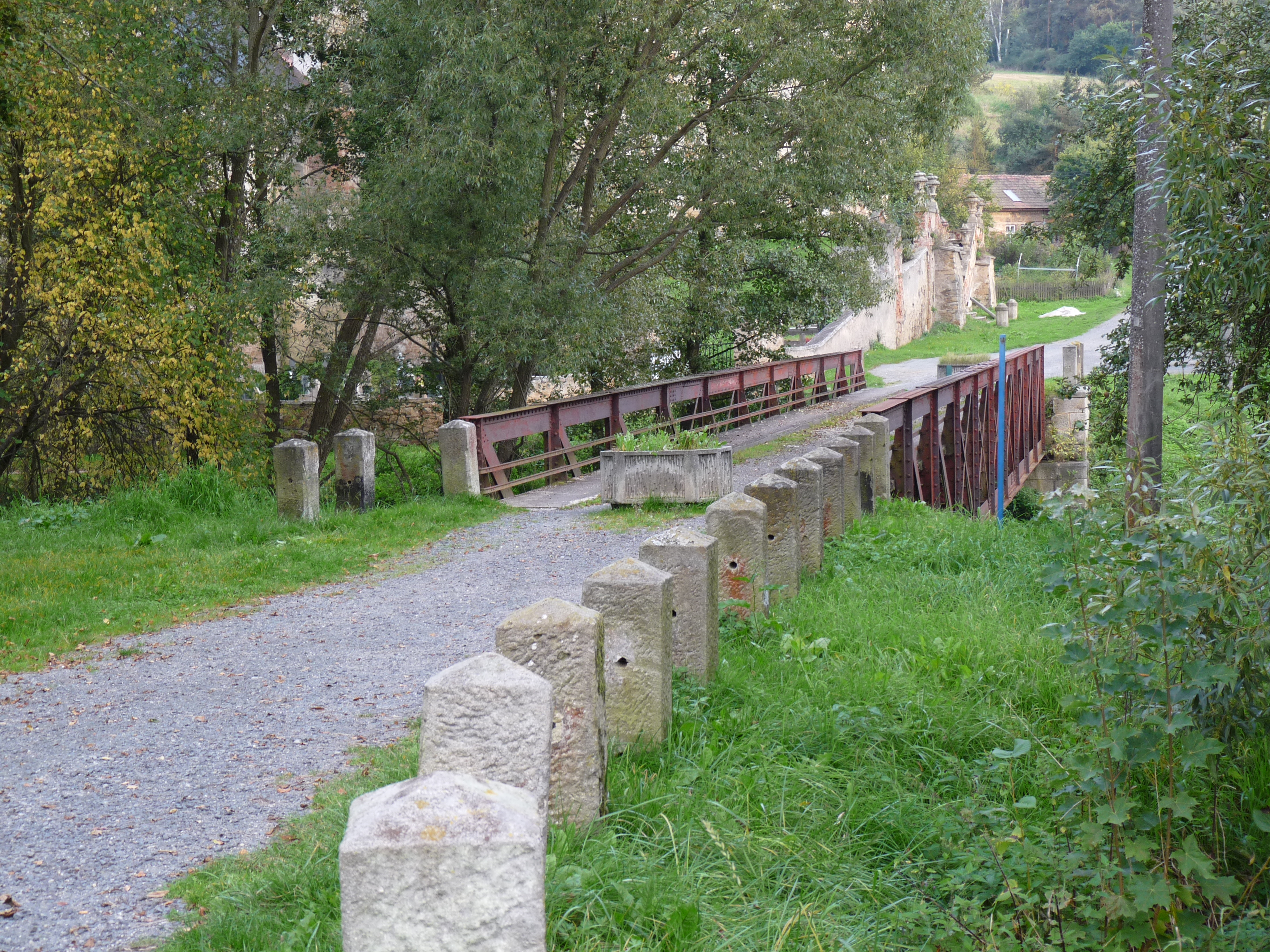
Silniční most s patníky

## Přidružené objekty
Společně je památkově chráněn též kamenný obloukový mostek přes náhon na severním předmostí příhradového mostu, tvořeném sypaným tělesem silnice, které dosahuje nejvyšší výšky cca 2,5 m právě nad náhonem. Půlkruhové zaklenutí propustku z pravidelně opracovaných pískovcových kvádrů a klenáků má délku cca 11 metrů a šířku cca 2 metry. Výšku nelze zjistit pro značné zanesení náhonu.
Pod památkovou ochranu spadá též soubor pískovcových patníků čtvercového průřezu 0,3 x 0,3 m a výšky cca 1,2 m. Celkem se dochovalo 41 patníků, z toho 36 na severním a 5 na jižním předmostí.